# L'Homme-fille
L'Homme-fille est une nouvelle de Guy de Maupassant, parue en 1883.
Le récit offre le portrait d'une génération. L'auteur fait ici le portrait des jeunes hommes arrivistes et peu scrupuleux, ce qui préfigure son roman Bel-Ami qui paraîtra en 1885.

## Historique
L’Homme-fille est initialement publiée dans la revue Gil Blas du 13 mars 1883, sous le pseudonyme Maufrigneuse, puis dans le recueil Toine. 

## Résumé
Le narrateur définit l’homme-fille comme la peste de ce pays : il est changeant, fantasque et perfide. On en trouve beaucoup sur les boulevards de Paris et à la chambre des députés. En amitié, il ne jure que par un tel pendant trois mois, puis le traite de crapule ensuite.

## Éditions
- L’Homme-fille, dans Maupassant, Contes et Nouvelles, tome I, texte établi et annoté par Louis Forestier, éditions Gallimard, Bibliothèque de la Pléiade, 1974  (ISBN 978 2 07 010805 3).